# Maë Levy
Pour les articles homonymes, voir Lévy.
Pas d'image ? Cliquez ici

a Compétitions nationales et continentales officielles uniquement.

Dernière mise à jour le 25 avril 2023.
Maë Levy, née le 9 novembre 2004 à Clichy (Hauts-de-Seine), est une joueuse française de rugby à XV. Elle évolue dans les lignes arrière à Montpellier.

## Biographie
Maë Levy naît le 9 novembre 2004 à Clichy dans les Hauts-de-Seine.
En 2023, elle fait partie des 36 joueuses convoquées pour le Tournoi des Six Nations. En septembre 2023, elle se blesse à l'épaule ce qui marque un coup d'arrêt à son début de saison. 